# Dolcetto di Diano d’Alba

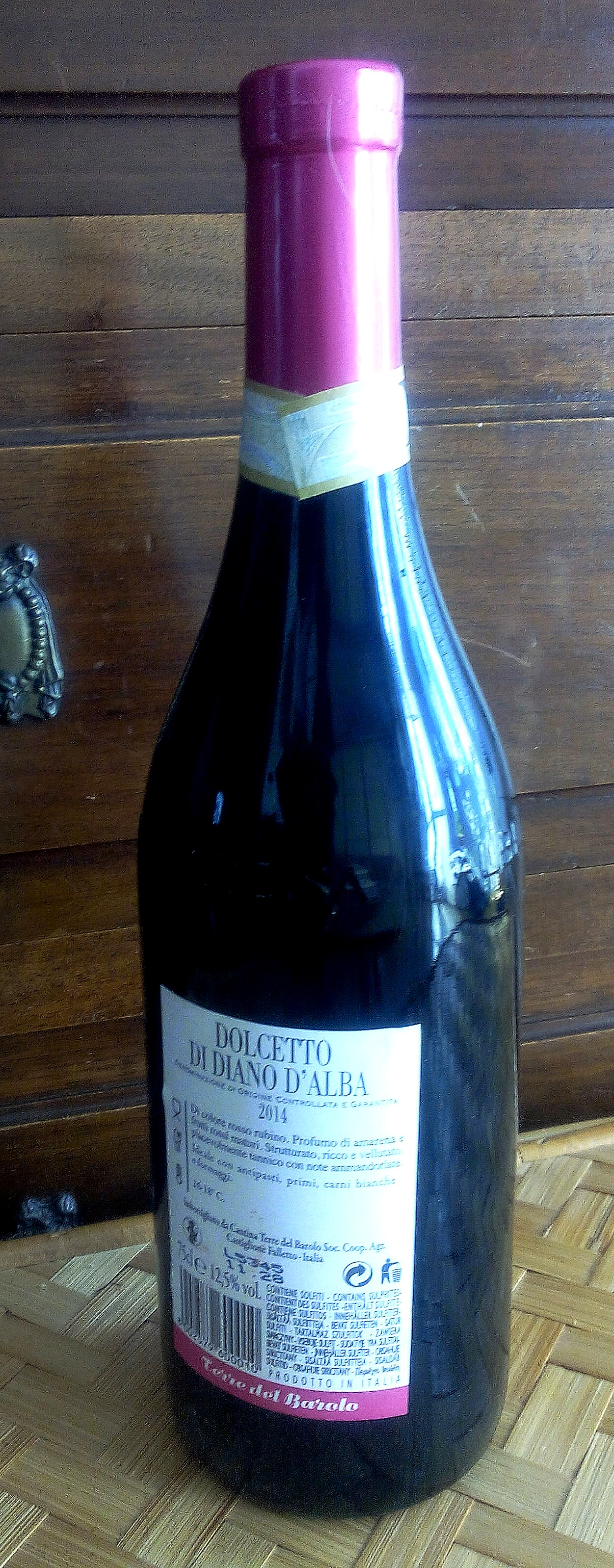
Dolcetto di Diano d’Alba, Jahrgang 2014

Der Dolcetto di Diano d’Alba oder einfach Diano d’Alba ist ein italienischer Rotwein aus der Gemeinde Diano d’Alba in der Provinz Cuneo, Piemont. Er besaß seit 1974 eine „kontrollierte Herkunftsbezeichnung“ (Denominazione di origine controllata – DOC). Im Jahr 2010 wurde er zu einer „kontrollierten und garantierten Herkunftsbezeichnung“ (DOCG) hochgestuft, die zuletzt am 7. März 2014 aktualisiert wurde.

## Anbau
Der Anbau und die Vinifikation des Weins dürfen nur in der Gemeinde Diano d’Alba erfolgen.
Das Weinbaugebiet liegt nur wenige Kilometer südlich der Stadt Alba auf halbem Weg zwischen den bekannten Gebieten Barolo und Barbaresco.

## Erzeugung
Der Dolcetto di Diano d’Alba wird zu 100 % aus der Rebsorte Dolcetto hergestellt, ist also sortenrein.
Für das Prädikat „Superiore“ braucht der Wein einen Mindestalkoholgehalt von 12,5 Vol.-%.
Der Verkauf des Diano d’Alba darf frühestens ab dem 1. Januar, beim Diano d’Alba Superiore ab dem 1. September des auf die Ernte folgenden Jahres beginnen.

## Beschreibung
Laut Denomination (Auszug):
- Farbe: rubinrot
- Geruch: fruchtig und charakteristisch; mit jedem Hauch von Holz
- Geschmack: trocken, harmonisch, mit Mandeltönen
- Alkoholgehalt: mindestens 12,0 Vol.-%
- Säuregehalt: mind. 4,5 g/l
- Trockenextrakt: mind. 21,0 g/l; mit der Bezeichnung „Superiore“ mind. 23 g/l